# Hell Awaits
Hell Awaits (1985) var Slayers andet fuldlængde-album og blev udgivet af Metal Blade Records. Albummet og dets efterfølger, Reign in Blood, er af mange ekstreme metalbands blevet set som en stor inspirationskilde, og mange heavy metal-fans betragter albummet som prototypen på et dødsmetal-album. Det indeholder nogle af bandets mest progressive og anderledes sange hidtil med hurtige, 'thrashy' sange (Necrophiliac, Kill Again) sammen med meget længere og langsommere numre (At Dawn They Sleep, Crypts of Eternity). 
Albummet er flere gange blevet genudgivet i forskellige udgaver med bonusnumre fra ep'en Haunting the Chapel.

## Spor
1. "Hell Awaits" (Tekst: King) (Musik: Hanneman/King) – 6:12
2. "Kill Again" (Tekst: King) (Musik: Hanneman/King) – 4:53
3. "At Dawn They Sleep" (Tekst: Araya/Hanneman/King)(Musik: Hanneman) – 6:16
4. "Praise of Death" (Tekst: Hanneman) (Musik: King) – 5:17
5. "Necrophiliac" (Tekst: Hanneman/King)(Musik: Hanneman) – 3:43
6. "Crypts of Eternity" (Tekst: Araya/Hanneman/King)(Musik: Hanneman/King) – 6:37
7. "Hardening of the Arteries" (Hanneman) – 3:57